# لغة الدزازا
لغة الدازا أو دازاقا أو القرعان هي لغة ثانوية من اللغات النيلية صحراوية يتكلم بها تبو الدازا وكرَّا (الكرَّا) في تشاد والنيجر ، وعدد المتكلمين بها حوالي 537.000 نسمة ، 487.000 منهم في تشاد.
لغة القرعان غالبا ما ينطق به قبائل القرعان و هي تعتبر من أكبر القبائل في تشاد، اغلبهم رعاة إبل و أبقار و البعض منهم مزارعين يعيشون في الجانب الصحراوي و شبه الصحراء في بوركو انيدي تبستي و بحر الغزال و مناطق شمالية في كانم والمجاورة من بحر الغزال ، يفضلون التجارة و الزراعة و هم يعتبرون المصدر الأساسي لتصدير المواشى إلى ليبيا والنيجر.

## مقالات ذات صلة
- تبو